# Јане Јаневски
Јане Јаневски (1. јануар 1920) бивши је југословенски и македонски фудбалски тренер играч.

## Каријера
Јаневски је почео да игра за Партизан, одмах по завршетку Другог светског рата. Са Партизаном је одиграо укупно 36 утакмица и постигао 28 голова.
Затим је прешао у Вардар, где је играо у југословенској првој и другој лиги, између 1947. и 1955, одигравши укупно 120 лигашких наступа и постигавши 27 голова.
Одиграо је укупно са Вардаром 242 утакмице и постигао преко 100 погодака. Био је изабран за македонског играча године. У Вардару је, по завршетку каријере постао тренер омладинске екипе, освојивши с њима касније првенство Југославије за младе, 1949.
Јаневски се сматра једним од легенди Вардара.
Касније је тренирао турски Бешикташ у сезони 1967/68. и грчки ПАОК.

## Признања
Као играч:
Партизан
- Југословенска прва лига : 1946/47.[6]

Вардар
- Југословенска друга лига: 1951.

Као тренер
Вардар
- Југословенско омладинско првенство: 1948/49.